# Міжнародний автодром імені Нельсона Піке
Міжнародний автодром імені Нельсона Піке (порт. Autódromo Internacional Nelson Piquet), також відомий як Жакарепагуа (порт. Jacarepaguá) за назвою району, в якому він був розташований — колишня траса, що знаходилась у Ріо-де-Жанейро, Бразилія. Відкритий у січні 1978 року, за кілька тижнів до Гран-прі Бразилії 1978 року, він десять разів приймав Гран-прі Бразилії Формули-1, а також використовувався для перегонів CART, мотоциклів і гонок на серійних автомобілях. У 2012 році його було знесено, щоб звільнити місце для об’єктів, які використовувалися на літніх Олімпійських іграх 2016 року.

## Історія
Оригінальна траса була побудована між 1971 і 1977 роками на місці дороги Барра-да-Тіжука, яка сама була побудована на рекультивованих болотах і діяла з 1964 по 1970 рік. Це була відносно рівна траса з довгою стартовою прямою та ще довшою другою прямою, яка дозволяла болідам Формули-1 з турбомоторами середини 1980-х розвивати швидкість 300 км/год, а також численними середньошвидкісними та повільними поворотами. Максимальна кількість глядачів становила 90 000. За винятком гонки 1978 року, Гран-прі Формули-1 проходили в березні або квітні в дуже спекотну та вологу тропічну погоду ранньої осені в Ріо-де-Жанейро.

### Формула-1

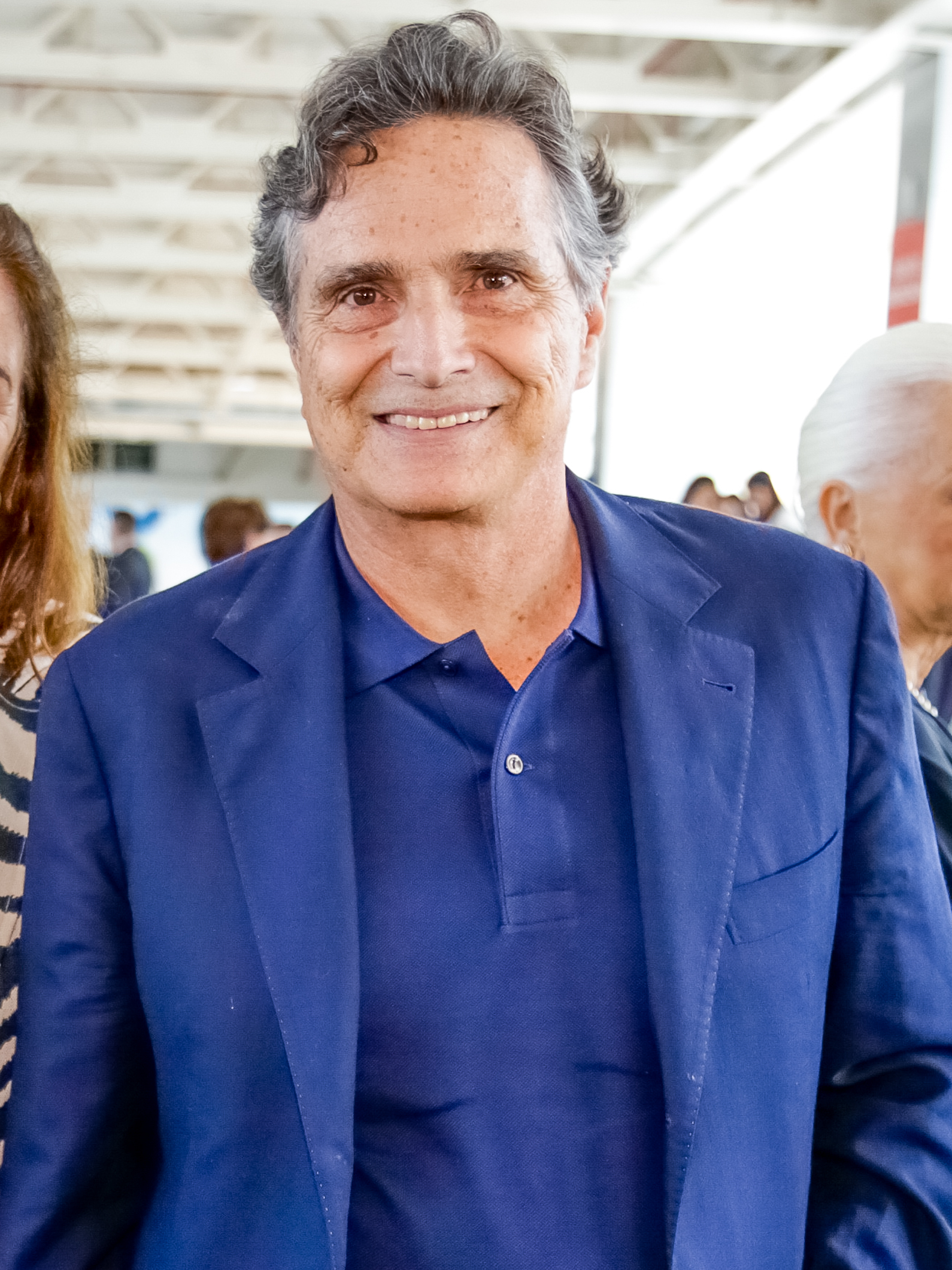
Нельсон Піке в 2022 році.

Перший Гран-прі Бразилії на автодромі відбувся невдовзі після відкриття, у 1978 році. Перемогу в ньому здобув аргентинець Карлос Ройтеманн на Ferrari 312T3 у гнітючу спеку та вологість січневого літнього сезону в Ріо, після того як швед Ронні Петерсон взяв поул за кермом Lotus 78.
Після перегонів 1979 та 1980 років на трасі Інтерлагос у Сан-Паулу в Формулі-1 вирішили повністю перенести Гран-прі Бразилії на трасу в Ріо через проблеми з безпекою на трасі в Сан-Паулу, а також зростаючими нетрями навколишніх районів, що суперечило новому гламурному образу Формули-1. Гран-прі Бразилії проводився на трасі в Ріо до кінця 1980-х років. Гонка 1981 року проходила в дуже вологих умовах, і перемогу знову здобув Ройтеманн, цього разу за кермом Williams FW07C, і за суперечливих обставин: він не підкорився наказу команди дозволити своєму товаришу по команді та чинному чемпіону світу, Алану Джонсу, випередити його та взяти перемогу.
Гонка 1982 року, яка проходила в розпал конфлікту між FISA та FOCA, також була оповита суперечками. Місцевий пілот Нельсон Піке, який виграв Чемпіонат світу роком раніше, фінішував першим на Brabham BT49, а фін Кеке Росберг став другим на Williams FW07C. Однак обидва гонщики були дискваліфіковані через недостатню вагу боліда, оскільки вони брали участь у перегонах з «водяним охолодженням гальм». Після дискваліфікацій Ален Прост, який фінішував третім на турбованому Renault RE30, був визнаний переможцем. Це стало першою з п'яти перемог француза на цій трасі. Дискваліфікація, однак, спонукала більшість команд FOCA, включаючи Brabham і Williams, бойкотувати Гран-прі Сан-Марино через дві гонки. Однак, на відміну від Гран-прі Іспанії 1980 року, де заводські команди Ferrari, Renault і Alfa Romeo (усі, які були на боці FISA у конфлікті) бойкотували гонку, а результати врешті-решт були анульовані, результати Гран-прі Сан-Марино 1982 року було враховано без команд FOCA.
Піке та Росберг знову перетнули лінію першим і другим у гонці 1983 року. Росберг був знову дискваліфікований, але вже через те, що він не зміг самостійно стартувати після невдалого піт-стопу. Механікам команди довелось штовхати болід, щоб Росберг зміг завести його. Як не дивно, пілоти нижче Росберга не отримали відповідного підвищення після його дискваліфікації. Ця перемога стала першою з двох перемог на трасі для Піке, який того року здобув своє друге чемпіонство. З 1983 по 1989 рік Гран-прі Бразилії стало гонкою, що відкривала сезон.
І в 1984, і в 1985 роках переможцем гонки ставав Ален Прост, який в той час виступав за McLaren-TAG. У гонці 1984 року також дебютував Айртон Сенна за кермом Toleman TG183, але він не зміг фінішувати через проблеми з турбіною. Найвищі дві сходинки на подіумі в гонці 1986 року дістались бразильцям — Піке завершив гонку першим на Williams FW11, а Сенна фінішував позаду нього на Lotus 98T. Перемогу в Гран-прі Бразилії 1987 року здобув Прост за кермом McLaren MP4/3, перемігши Піке.
Після того, як Піке виграв свій третій та останній титул чемпіона в 1987 році, трасу було перейменовано на його честь у 1988 році. Однак йому довелося задовільнитися лише третім місцем в гонці того року, оскільки Прост знову здобув перемогу за кермом домінантного McLaren MP4/4. Це стало п'ятою перемогою Проста з 9 гонок на цій трасі.
Гонка 1989 року стала першою після заборони турбодвигунів, і британець Найджел Менселл здобув несподівану перемогу на Ferrari 640, що був укомплектований першою у Формулі-1 напівавтоматичною коробкою передач. Інший бразильський гонщик, Маурісіу Гужельмін, фінішував третім за кермом March 881. Після перемоги в гонці Менселл сказав, що через відомі проблеми з надійністю Ferrari на той час він забронював ранній рейс із Ріо в очікуванні короткої гонки для себе.
У 1990 році Гран-прі Бразилії переїхало на скорочений Інтерлагос, де проводиться до цих днів.

### CART
З 1996 по 2000 роки в Жакарепагуа проводились змагання серії CART на додатковій швидкісній трасі у формі трапеції під назвою «Спідвей Емерсона Фіттіпальді», яка мала довжину приблизно 3 км. Довга остання пряма траси для Гран-прі, яка мала трибуни, що розташовувались по всій її довжині в 900 м, стала стартовою прямою спідвею, з боксами, розташованими між цією прямою та стартовою прямою траси для Гран-прі. Спочатку проводились перегони Ріо 400, а з 1999 року — скорочений варіант Ріо 200. Першим переможцем у 1996 році став бразилець Андре Рібейру.
Кваліфікаційний рекорд для спідвею, названого на честь Емерсона Фіттіпальді, був встановлений його власним племінником Крістіаном Фіттіпальді з часом 38,565 секунд та з приблизною середньою швидкістю 280 км/год.

### Мото Гран-прі
З 1995 по 2004 рік на трасі також проводилося мотоциклетне Гран-прі Ріо-де-Жанейро. Дев’ятиразовий чемпіон світу Валентино Россі виграв більшість гонок, здобувши перемогу в чотирьох гонках поспіль з 2000 по 2003 роки, тоді як п’ятиразовий чемпіон світу Мік Дуейн виграв у 1996 та 1997 роках.
Перший мотоциклетний Гран-прі Ріо виграв італієць Лука Кадалора на Yamaha YZR500. Фінальну гонку, що відбулася на трасі в 2004 році, виграв японський мотогонщик Макото Тамада на Honda RC211V.
Honda виграла сім із дев’яти Гран-прі Ріо, а дві інших перемоги дістались Yamaha.

## Останні роки
На початку 2005 року з'явились плани частково знести трасу, щоб звільнити місце для нового спортивного комплексу, який мав би використовуватися для проведення Панамериканських ігор 2007 року. Завдяки цьому траса мала б довжину приблизно 3,336 км, що зробило б її занадто короткою для більшості міжнародних гоночних серій. Однак рішення FIA щодо мінімальної довжини траси неоднозначне. У 2006 році, незважаючи на чутки про скасування гонки, етап Stock Car Brasil в Ріо пройшов на тимчасовій короткій трасі, яка поєднувала секції спідвея та звичайної траси, а лінію старту/фінішу було перенесено на останню пряму, яка була скорочена, щоб звільнити місце для споруд Панамериканських ігор.
Інша пропозиція щодо траси полягала в тому, щоб мати як клубну постійну трасу, так і міжнародну напівпостійну трасу, що включала б клубну коротку трасу та розширення, яке пролягало б через прилеглу парковку. Це мало б бути розроблено дизайнером багатьох сучасних трас Формули-1 Германом Тільке.
У січні 2008 року було оголошено, що трасу буде знесено, щоб дозволити місту побудувати олімпійський тренувальний центр для заявки Ріо-де-Жанейро на проведення літніх Олімпійських ігор 2016 року, яку Ріо успішно виграв.
Станом на 2008 рік траса довжиною 3,336 км включала другу половину оригінальної траси зі шпилькою, яка з’єднує попередню головну пряму та останню пряму. Ця конфігурація траси залишалася активною до остаточного закриття та приймала такі перегони, як Corrida do Milhão, етапи Stock Car Brasil, GT Brasil та Формули-3 Sudamericana.
Траса та прилеглі спортивні споруди були остаточно знесені в листопаді 2012 року, щоб звільнити місце для нових споруд, що використовувалися під час літніх Олімпійських ігор 2016 року.
У березні 2013 року Берні Еклстоун, тодішній генеральний директор Formula One Group, повідомив, що ведуться дискусії щодо перенесення Гран-прі Формули-1 з траси Інтерлагос у Сан-Паулу до Ріо-де-Жанейро, і відповідним часом для цього може стати 2016 рік, який збігався з Олімпійськими іграми 2016 року. Востаннє Формула-1 проходила в Ріо в 1989 році, а потім повернулася в Сан-Паулу в 1990 році, де й проводиться з цих пір.

## Рекорди кола
Офіційні рекорди найшвидшого кола перегонів на Міжнародному автодромі імені Нельсона Піке (Жакарепагуа) виглядають так:
| Категорія                                          | Час                                  | Гонщик                               | Транспорт                            | Подія                                       | Схема траси                          |
| Коротке кільце: 3.336 км (1996–2012)               | Коротке кільце: 3.336 км (1996–2012) | Коротке кільце: 3.336 км (1996–2012) | Коротке кільце: 3.336 км (1996–2012) | Коротке кільце: 3.336 км (1996–2012)        | Коротке кільце: 3.336 км (1996–2012) |
| -------------------------------------------------- | ------------------------------------ | ------------------------------------ | ------------------------------------ | ------------------------------------------- | ------------------------------------ |
| Формула-3                                          | 1:06.756                             | Леонардо Кордейру                    | Dallara F309                         | 2009 Етап Ф-3 Sudamericana в Ріо            |                                      |
| GT3                                                | 1:11.257                             | Алешандре Негран                     | Lamborghini Gallardo LP600 GT3       | 2011 Етап GT Brasil в Ріо                   |                                      |
| Porsche Carrera Cup                                | 1:15.171                             | Константіно Жуніор                   | Porsche 911 (997) GT3 Cup 3.8        | 2011 Етап Porsche Cup Brasil в Ріо          |                                      |
| GT4                                                | 1:17.151                             | Алан Геллмейстер                     | Aston Martin V8 Vantage GT4          | 2012 Етап Campeonato Brasileiro de GT в Ріо |                                      |
| Ferrari Challenge                                  | 1:17.777                             | Алан Геллмейстер                     | Ferrari F430 Challenge               | 2011 Етап GT Brasil в Ріо                   |                                      |
| Stock Car Brasil                                   | 1:20.118                             | Кака Буено                           | Peugeot 408 Stock Car                | 2011 Етап Stock Car Brasil в Ріо            |                                      |
| Модифіковане кільце Гран-прі: 4.933 км (1996–2005) |                                      |                                      |                                      |                                             |                                      |
| Формула-3                                          | 1:43.275                             | Альберту Валеріу                     | Dallara F301                         | 2005 Етап Ф-3 Sudamericana в Ріо            |                                      |
| Формула-Рено 2.0                                   | 1:49.647                             | Алан Геллмейстер                     | Tatuus FR2000                        | 2004 Етап Бразильської Ф-Р 2.0 в Ріо        |                                      |
| MotoGP                                             | 1:49.789                             | Макото Тамада                        | Honda RC211V                         | 2004 Мото Гран-прі Ріо-де-Жанейро           |                                      |
| 500cc                                              | 1:51.928                             | Тадаюкі Окада                        | Honda NSR500                         | 1997 Мото Гран-прі Ріо-де-Жанейро           |                                      |
| 250cc                                              | 1:53.573                             | Себастьян Порто                      | Aprilia RSV 250                      | 2004 Мото Гран-прі Ріо-де-Жанейро           |                                      |
| Stock Car Brasil                                   | 1:56.584                             | Тіагу Каміло                         | Chevrolet Astra                      | 2005 1-ий етап Stock Car Brasil в Ріо       |                                      |
| 125cc                                              | 1:57.789                             | Ектор Барбера                        | Aprilia RS125R                       | 2004 Мото Гран-прі Ріо-де-Жанейро           |                                      |
| Спідвей Емерсона Фіттіпальді: 3.000 км (1996–2005) |                                      |                                      |                                      |                                             |                                      |
| CART                                               | 0:38.891                             | Хуан-Пабло Монтоя                    | Reynard 99I                          | 1999 Гран-прі Telemar Ріо 200               |                                      |
| Формула-3                                          | 0:48.045                             | Гувер Орсі                           | Dallara F394                         | 1999 Етап Ф-3 Sudamericana в Ріо            |                                      |
| Оригінальне кільце Гран-прі: 5.032 км (1978–1995)  |                                      |                                      |                                      |                                             |                                      |
| Формула-1                                          | 1:32.507                             | Ріккардо Патрезе                     | Williams FW12C                       | 1989 Гран-прі Бразилії                      |                                      |
| Формула-3                                          | 1:53.070                             | Габріель Фурлан                      | Dallara F390                         | 1992 Етап Ф-3 Sudamericana в Ріо            |                                      |